# Charlaine Harris
Charlaine Harris (Tunica, 25 de novembro de 1951) é uma escritora norte-americana.

## Biografia
Depois de manter alguns empregos de baixo nível, ela teve a oportunidade de ficar em casa e escrever, e duas de suas histórias dessa época foram publicadas pela Houghton Mifflin. Fechada sobre a tendência de escrever séries de mistério, ela logo escreveu sua tradicional história sobre uma bibliotecária da Geórgia, Aurora Teagarden, onde sua primeira história recebeu uma nomeação ao Agatha. Já a procura de um novo desafio acabou criando uma série mais sinistra, Lily Bard, em que uma heroína que sobreviveu a um ataque terrível está aprendendo a conviver com essas conseqüências, situado em Shakespeare, Arkansas. Charlaine também tem uma outra heroína com uma estranha habilidade. Harper Connelly, atingida por um raio e estranha, ganha a vida com a ajuda de seu estranho dom de encontrar cadáveres.
Quando Harris reparou que nenhuma dessas séries iria detonar com o mundo literário, ela acabou por se decidir em escrever o livro que ela sempre quis escrever. A série The Southern Vampire Mysteries não é um mistério tradicional, nem ficção científica pura ou romance; rompeu as fronteiras do gênero por apelar para uma vasta audiência que simplesmente gostam de desfrutar de uma boa aventura. Cada livro de sua série fala sobre Sookie Stackhouse, uma garçonete telepata em Louisiana, amiga de vampiros, lobisomens e diversas outras criaturas estranhas, sempre atraindo mais leitores.[carece de fontes?]
Além de escritora, Charlaine Harris é a última diretora sênior da Igreja St. James, membro da diretoria da Mystery Writers of America, membro do último conselho da Sisters in Crime, membro da American Crime Writers League, e ex-presidente da Arkansas Mystery Writers Alliance.

### Série The Southern Vampire Mysteries
1. Dead Until Dark (2001)[1]
  1. Morto até o anoitecer (Brasil, Ediouro 2009)[2]
  2. Sangue Fresco (Portugal, Saída de Emergência 2009)
2. Living dead in Dallas (2002)[3]
  1. Vampiros em Dallas (Brasil, Benvirá 2009)[4]
  2. Dívida de Sangue (Portugal, Saída de Emergência, 2009)
3. Club dead (2003)[5]
  1. Clube de Sangue (Portugal, Saída de Emergência 2009)
  2. Clube dos Vampiros. (Brasil, Benvirá 2010)
4. Dead to the world (2004)[6]
  1. Sangue Oculto (Portugal, Saída de Emergência 2010)
  2. Procura-se um Vampiro (Brasil, Benvirá 2011)
5. Dead as a doornail (2005)[7]
  1. Sangue Furtivo (Portugal, Saída de Emergência 2010)
  2. Olhos de Pantera (Benvirá,2011)
6. Definitely dead (2006)[8]
  1. Traição de Sangue (Portugal, Saída de Emergência 2010)
  2. Vampiros para Sempre (Brasil, Benvirá 2011)
7. All together dead (2007)[9]
  1. Sangue Felino (Portugal, Saída de Emergência 2010)
8. From dead to worse (2008)[10]
  1. Laços de Sangue (Portugal, Saída de Emergência 2011)
9. Dead and gone (2009)[11]
  1. Sangue Mortífero (Portugal, Saída de Emergência 2011)
10. Dead in the family (2010)[12]
  1. Segredos de Sangue (Portugal, Saída de Emergencia 2011)
11. Dead Reckoning (2011) [13]
12. Deadlocked (2012) [14]
13. Dead Ever After (2013) [15]
14. "After Dead: What Came Next in the World of Sookie Stackhouse" (out, 2013) [16]

Contos
- Death's Excellent Vacation (Agosto, 2010)[17]
  - Conto “Two Blondes” com Sookie
- Crimes by Moonlight[18]
  - Conto “Dahlia Underground” no universo de Sookie, porém ela não participa da história
- Between the Dark and Daylight[19]
  - Reimpressão do conto "Lucky", com Amelia e Sookie
- «A Touch of Dead»[20]
  - Coleção de contos da Sookie
- Must Love Hellhounds[21]
  - Conto “The Britlingens Go To Hell" no universo de Sookie, porém ela não participa da história
- «Strange Brew»[22]
  - Conto “Bacon" com Dahlia, no universo de Sookie, porém ela não participa da história
- Unusual suspects[23]
  - Conto “Lucky”, com Amelia e Soookie
- Wolfsbane and Mistletoe[24]
  - Conto “Gift Wrap", com Soookie e Niall
- Many Bloody Returns[25]
  - Conto “Dracula Night”, com Sookie, Eric e Pam
- My Big Fat Supernatural Wedding[26]
  - Conto "Tacky", com Dahlia, no universo de Sookie, porém ela não participa da história
- Bite[27]
  - Conto “One Word Answer, uma história da Sookie que explica Hadley
- Night's Edge[28]
  - Conto “Dancers in the Dark" com Sean e Layla, no universo de Sookie, porém ela não participa da história
- Powers of detection[29]
  - Conto “Fairy Dust”, com Sookie, Claudine e Claude

### Série Aurora Teagarden
1. Real Murders[30]
2. A bone to pick[31]
3. Three bedrooms, one corpse[32]
4. The Julius house[33]
5. Dead over heels[34]
6. A fool and his honey[35]
7. Last scene alive[36]
8. Poppy done to death[37]

Contos
- Deeply dead[38]

### Série Lily Bard "Shakespeare"
1. Shakespeare's landlord[39]
2. Shakespeare's champion[40]
3. Shakespeare's christmas[41]
4. Shakespeare's trollop[42]
5. Shakespeare's counselor[43]

Contos
- Dead giveaway[44]

### Série Harper Connelly
1. Grave sight[45]
  1. Visão do Além (Brasil, Lua de Papel 2011)
2. Grave surprise(Brasil, Lua de Papel 2012)
  1. Surpresa do Além (Brasil, Lua de Papel 2012)
3. An ice cold grave[46]
  1. Frio do Além (Brasil, Lua de Papel 2012)
4. Grave secret[47]

### Não-série
- Delta blues (Maio, 2010)[48]
  - Conto "Crossroads Bargain"
- Blood lite[49]
  - Conto "An Evening with Al Gore"
- A secret rage[50]
- Sweet and deadly[51]